# Listă de filme braziliene
Aceasta este o listă de filme produse de industria de film braziliană de la primele filme din anii 1908–1919 până în prezent. Listele sunt ordonate cronologic.

## 1908–1919
- listă de filme braziliene: 1908–1919

## Anii 1920
- Listă de filme braziliene din anii 1920

## Anii 1930
- Listă de filme braziliene din anii 1930

## Anii 1940
- Listă de filme braziliene din anii 1940

## Anii 1950
- Listă de filme braziliene din anii 1950

## Anii 1960
- Listă de filme braziliene din anii 1960

## Anii 1970
- Listă de filme braziliene din anii 1970

## Anii 1980
- Listă de filme braziliene din anii 1980

## Anii 1990
- Listă de filme braziliene din anii 1990

## Anii 2000
- Listă de filme braziliene din 2000
- Listă de filme braziliene din 2001
- Listă de filme braziliene din 2002
- Listă de filme braziliene din 2003
- Listă de filme braziliene din 2004
- Listă de filme braziliene din 2005
- Listă de filme braziliene din 2006
- Listă de filme braziliene din 2007
- Listă de filme braziliene din 2008
- Listă de filme braziliene din 2009

## Anii 2010
- Listă de filme braziliene din 2010
- Listă de filme braziliene din 2011
- Listă de filme braziliene din 2012
- Listă de filme braziliene din 2013
- Listă de filme braziliene din 2014
- Listă de filme braziliene din 2015
- Listă de filme braziliene din 2016